# Serviço Social da Indústria SP (piłka siatkowa mężczyzn)
Serviço Social da Indústria SP; a także SESI-SP lub SESI São Paulo; brazylijski męski klub siatkarski powstały w 2009 w São Paulo. Klub występuje w rozgrywkach brazylijskiej Superligi, stanowiącej najwyższy poziom rozgrywek ligowych w hierarchii brazylijskiej męskiej piłki siatkowej.
W 2023 roku klub przeniósł swoją działalność do Bauru i od sezonu 2023/2024 nosi nazwę SESI-Bauru.

## Sukcesy
Klubowe Mistrzostwa Ameryki Południowej:
- 2011
- 2025[2]

Mistrzostwo Brazylii:
- 2011, 2024[3]
- 2014, 2015, 2018, 2019
- 2013, 2017

Superpuchar Brazylii:
- 2018

## Kadra

### Sezon 2019/2020
- 1.  Alan Souza
- 2.  Matheus Gonçalves Silva
- 5.  Lucas Lóh
- 6.  Alan Patrick Pereira Araújo
- 7.  William Arjona
- 8.  Murilo Endres
- 9.  Sidão
- 10.  Daniel Martins de Pinho
- 11.  Alan Patrick Pereira Araújo
- 13.  Lucas Adriano Araújo Barreto
- 14.  Gustavo De Brito
- 15.  Douglas Vieira Pureza
- 16.  Éder Carbonera
- 16.  Eric Endres
- 20.  Fábio Rodrigues

### Sezon 2018/2019
- 1.  Alan Souza
- 2.  Evandro Batista
- 5.  Lucas Lóh
- 6.  Alan Patrick Pereira Araújo
- 7.  William Arjona
- 8.  Murilo Endres
- 9.  Renato Russomano dos Santos
- 11.  Gabriel Bertolini
- 12.  Felipe Luiz Fonteles
- 13.  Lucas Adriano Araújo Barreto
- 15.  Douglas Vieira Pureza
- 16.  Éder Carbonera
- 17.  Gustavo Bonatto
- 18.  Franco Paese

### Sezon 2017/2018
- 1.  Alan Souza
- 2.  Evandro Batista
- 5.  Leandro dos Santos
- 7.  William Arjona
- 8.  Murilo Endres
- 9.  Renato Russomano dos Santos
- 12.  Felipe Luiz Fonteles
- 13.  Gabriel Vaccari Kavalkievicz
- 14.  Douglas Souza da Silva
- 15.  Douglas Vieira Pureza
- 16.  Lucas Saatkamp
- 17.  Gustavo Bonatto
- 18.  Franco Paese
- 20.  Silmar de Almeida

### Sezon 2016/2017
- 1.  Bruno Rezende
- 3.  Rafinha Almeida
- 5.  Leandro dos Santos
- 7.  Théo Lopes
- 8.  Murilo Endres
- 9.  Sidão
- 10. Sérgio
- 12. Douglas Souza da Silva
- 13. Gabriel Vaccari Kavalkievicz
- 14. Johan Emilius Marengoni
- 15. Riad Ribeiro
- 16. Lucas Saatkamp
- 18. Alisson Melo
- 20. Fábio Rodrigues

### Sezon 2015/2016
- 2.  Raphael Margarido
- 3.  Théo Lopes
- 4.  Rafael Rodrigues de Araújo
- 5.  Leandro dos Santos
- 7.  Thiago Alves
- 8.  Murilo Endres
- 9.  Sidão
- 10. Sérgio
- 11. Thiago Veloso
- 12. Douglas Souza da Silva
- 17. Gustavo Bonatto
- 18. Alisson Melo

### Sezon 2014/2015
- 2.  Marcelo Elgarten
- 3.  Alison Melo
- 4.  Rafael Rodrigues de Araújo
- 5.  Leandro dos Santos
- 7.  Maurício Borges Silva
- 8.  Murilo Endres
- 9.  Théo Lopes
- 10. Sérgio
- 11. Thiago Veloso
- 12. Tiago Gatiboni Wesz
- 13. Thiago Pontes Veloso
- 14. Rogério Fernandes
- 16. Lucas Saatkamp
- 17. Thales Hoss
- 18. Ricardo Lucarelli

### Sezon 2013/2014
- 1.  Renan Zanatta Buiatti
- 2.  Leandro dos Santos
- 5.  Sandro Barbalho de Carvalho
- 6.  Thiago Veloso
- 7.  Evandro Guerra
- 8.  Murilo Endres
- 9.  Sidão
- 10. Sérgio
- 11. Ary da Nóbrega Neto
- 12. Tiago Gatiboni Wesz
- 14. Rogério Fernandes
- 15. Luciano Minossi
- 16. Lucas Saatkamp
- 17. Henrique Parreira Batagim
- 18. Ricardo Lucarelli
- 19. Tarcísio Guinter
- 20. Wagner Pereira da Silva